# Златоградско
 Тази статия е за историко-географската област.  За общината вижте Златоград (община).  
Златоградско (в миналото Даръдеренско) е историко-географска област в Южна България, около град Златоград.
Територията ѝ съвпада приблизително с някогашната Златоградска околия, а днес включва общините Златоград и Неделино, югозападната част на община Кирково (без селата Брегово, Върбен, Вълчанка, Върли дол, Гривяк, Делвино, Дюлица, Крилатица, Кърчовско, Лозенградци, Метличина, Метличка, Нане, Орлица, Островец, Подкова, Първица, Самодива, Самокитка, Светлен, Секирка, Средско, Старейшино, Старово, Стоманци, Фотиново, Хаджийско, Царино, Чавка, Чорбаджийско и Шопци в Момчилградско и Кран, Кукуряк, Малкоч, Пловка, Стрижба и Тихомир в Крумовградско), както и селата Генерал Гешево, Добринци, Желъдово и Припек от община Джебел. Разположена е по горното поречие на река Върбица в Родопите. Граничи с Ардинско на север, Момчилградско на изток, Гюмюрджинско и Ксантийско на юг и Смолянско на запад.